# Walo von May
Walo von May (* 25. Dezember 1879 in Bern; † 27. Februar 1928 in Stuttgart) war ein Schweizer Buchillustrator und Künstler.

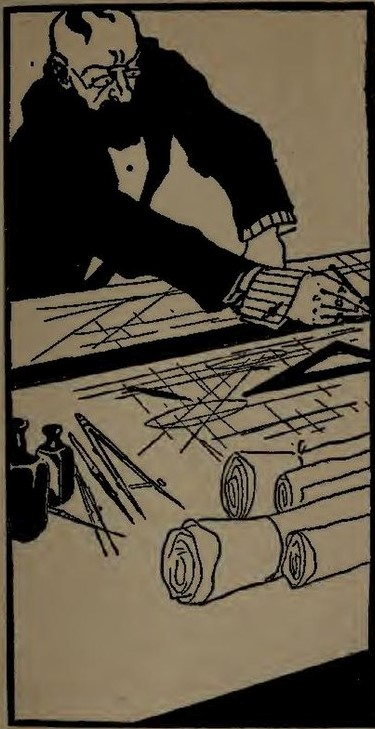
Walo von May (ohne Titel, 1902)

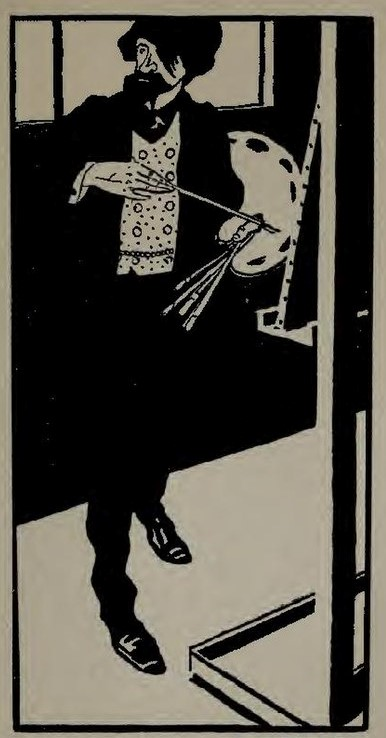

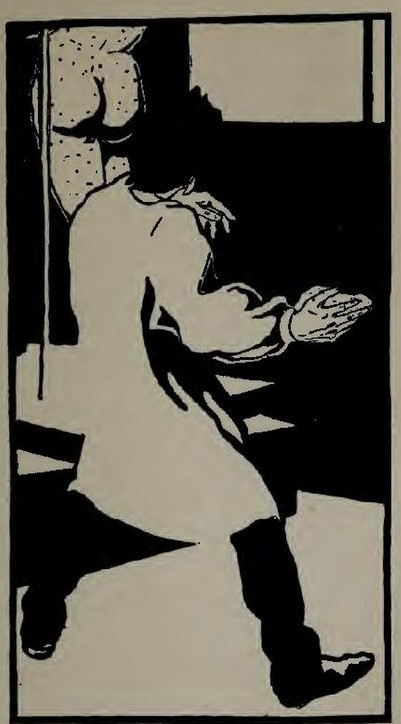

## Leben
Walo von May entstammte der Berner Patrizierfamilie von May. Er wuchs in Bern auf und besuchte dort die Schule. Noch nicht neunzehnjährig ging er nach Wien, wo er von 1898 bis 1901 die Kunstgewerbeschule besuchte, die ihm vor allem das nötige technische Rüstzeug vermittelte. 1902 reiste er für eine kurze Studienzeit nach Paris, kehrte jedoch bald zurück und blieb dann bis 1904 in seiner Heimat, 1904 siedelte er nach München über, von 1905 bis 1906 war er in Hanau in einer als Lithografieanstalt tätig. Danach kehrte er wieder nach München zurück, wo er Kontakte zu Verlegern fand, insbesondere zu Hans von Weber und Georg Müller. 1908 ging er nach Berlin, wo er in Wilmersdorf lebte, doch schon 1909 wieder nach München zurückkehrte. Hier heiratete er die Sängerin Amalie Weibel, sie hatten einen Sohn, Hans Helmut. Nach Aufenthalt in Salzburg siedelte er mit seiner Familie 1914 nach Arlesheim bei Basel über, hier gehörte er dem Anthroposphenkreise an und arbeitete am ersten Goetheanumbau mit. In dieser Zeit entstanden die meisten seiner Buchillustrationen. Seine Frau und sein Sohn zogen 1925 nach Stuttgart, er folgte 1926 nach.

## Werke
Von May stellte nur selten aus, 1914 in München, 1916 in Basel und im Kunstmuseum Bern und mehrmals im Kunsthaus Zürich. Seine Zeichnungen kann man als phantasievoll, oftmals humorvoll, manchmal sarkastisch bezeichnen, verständlich werden sie im Kontext mit der bearbeiteten Literatur.
- Zeichnungen im Kunsthaus Zürich
- Illustrationen zu zahlreichen Büchern (zum Beispiel: Andersens Märchen 1909, Jean Paul 1915, Friedrich Schiller 1918)

1937 wurde in der Nazi-Aktion „Entartete Kunst“ aus dem Schlossmuseum Weimar seine Lithografie Abraham beschlagnahmt und vernichtet.